# Чемпионат мира среди студентов по боксу 2008
Чемпионат мира среди студентов по боксу 2008 года проводился со 19 по 28 сентября в Казани (Россия).

## Медалисты
| Весовая категория | Золото                      | Серебро                    | Бронза                            |
| ----------------- | --------------------------- | -------------------------- | --------------------------------- |
| до 48 кг          | Ленар Файзериев Россия      | Адлет Капезов Казахстан    | Гонзоригийн Сайханбаяр Монголия   |
| до 48 кг          | Ленар Файзериев Россия      | Адлет Капезов Казахстан    | Ферхат Пехливан Турция            |
| до 51 кг          | Эльгун Ахмедов Азербайджан  | Максим Двинский Россия     | Александр Рискань Молдова         |
| до 51 кг          | Эльгун Ахмедов Азербайджан  | Максим Двинский Россия     | Кадри Кордель Турция              |
| до 54 кг          | Илес Каюмов Россия          | Идерхуу Энхжаргал Монголия | Рагим Наджафов Азербайджан        |
| до 54 кг          | Илес Каюмов Россия          | Идерхуу Энхжаргал Монголия | Дмитрий Руденко Украина           |
| до 57 кг          | Виктор Баталов Россия       | Керем Гюрген Турция        | Жаксылык Ильясов Казахстан        |
| до 57 кг          | Виктор Баталов Россия       | Керем Гюрген Турция        | Мунхбатаар Алтансух Монголия      |
| до 60 кг          | Имиль Иксанов Россия        | Адилет Егизеков Казахстан  | Мухаммет Чат Турция               |
| до 60 кг          | Имиль Иксанов Россия        | Адилет Егизеков Казахстан  | Бат-Очирын Аюурзана Монголия      |
| до 64 кг          | Александр Жирнов Россия     | Анар Жафаров Азербайджан   | Анатолий Навичок Беларусь         |
| до 64 кг          | Александр Жирнов Россия     | Анар Жафаров Азербайджан   | Алмасбек Алибеков Казахстан       |
| до 69 кг          | Антон Пинчук Казахстан      | Ислам Эдисултанов Россия   | Мартин Свобода Чехия              |
| до 69 кг          | Антон Пинчук Казахстан      | Ислам Эдисултанов Россия   | Сергей Евстафьев Беларусь         |
| до 75 кг          | Виталий Бондаренко Беларусь | Александр Васильев Россия  | Дмитрий Драгунов Украина          |
| до 75 кг          | Виталий Бондаренко Беларусь | Александр Васильев Россия  | Тумурхуягийн Чулуунтумур Монголия |
| до 81 кг          | Александр Гвоздик Украина   | Данияр Устембаев Казахстан | Бахрам Музаффер Турция            |
| до 81 кг          | Александр Гвоздик Украина   | Данияр Устембаев Казахстан | Сергей Корнеев Беларусь           |
| до 91 кг          | Александр Караказян Россия  | Василий Левит Казахстан    | Джанер Саяк Турция                |
| до 91 кг          | Александр Караказян Россия  | Василий Левит Казахстан    | Виктор Чварков Беларусь           |
| свыше 91 кг       | Нияз Файзуллин Россия       | Досжан Оспанов Казахстан   | Мариус Спераускас Литва           |
| свыше 91 кг       | Нияз Файзуллин Россия       | Досжан Оспанов Казахстан   | Иван Безверхий Украина            |

## Распределение медалей
| Место | Страна      | Золото | Серебро | Бронза | Всего |
| ----- | ----------- | ------ | ------- | ------ | ----- |
| 1     | Россия      | 7      | 3       | 0      | 10    |
| 2     | Казахстан   | 1      | 5       | 2      | 8     |
| 3     | Азербайджан | 1      | 1       | 1      | 3     |
| 4     | Беларусь    | 1      | 0       | 4      | 5     |
| 5     | Украина     | 1      | 0       | 3      | 4     |
| 6     | Турция      | 0      | 1       | 5      | 6     |
| 7     | Монголия    | 0      | 1       | 4      | 5     |
| 8     | Чехия       | 0      | 0       | 1      | 1     |
| 8     | Литва       | 0      | 0       | 1      | 1     |
| 8     | Молдова     | 0      | 0       | 1      | 1     |
| Всего | Всего       | 11     | 11      | 22     | 44    |